# Национальный народный театр

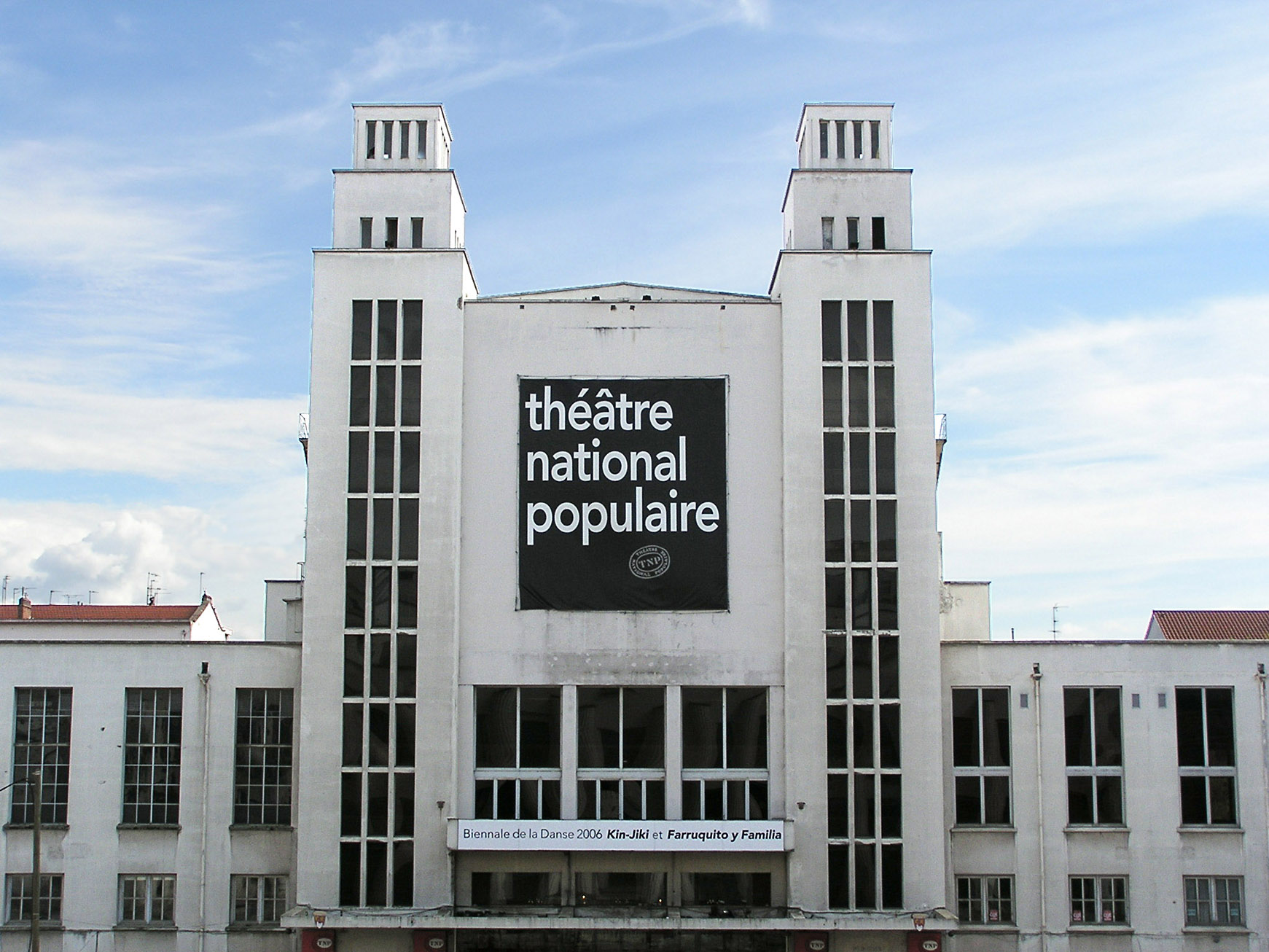
Национальный народный театр в Виллербане

Национальный народный театр (фр.  Le Théâtre national populaire, TNP) — французский драматический театр.

## История
Театр был основан в 1920 году актёром и режиссёром Фирменом Жемье, который видел его задачу в том, чтобы показать широкой публике спектакли высокого уровня постановки, актерской работы, художественного и музыкального оформления. Первоначально помещался во Дворце Шайо в Париже. В 1945 году спектакли в театре были прекращены, в здании разместились службы ООН.
В 1951 году руководство TNP взял на себя Жан Вилар при активной поддержке министерства образования Франции в лице Жанны Лоран. Театр стал давать представления в Сюрене. Вилар радикально обновил театральную труппу, пригласив в неё молодых, но уже зарекомендовавших себя актёров, в том числе Жерара Филипа и Марию Казарес, тщательно выстраивал репертуар, отдавая предпочтение французской классике, но вместе с тем приучая зрителей к непривычной драматургии — Г. Клейста, Г. Бюхнера, Б. Брехта, привлекая к работе ярких художников (А. Манесье) и композиторов (Морис Жарр). По образцу TNP подобные «элитарные театры для всех», по выражению Антуана Витеза, стали создаваться в провинции. С левых позиций неприятие репертуара ТНП высказывал Жан-Поль Сартр, утверждавший, что идущие там классические произведения превратились в составную часть буржуазного культурного наследия, что необходимо ставить пьесы написанные для современной публики и о ней.
С 2002 года театром руководит Кристиан Скьяретти (фр. Christian Schiaretti).
С 1973 года название и статус Национального народного театра были присвоены Городскому театру (Théâtre de la Cité) Виллербана, который в 1957 году основал Роже Планшон. Он разделил руководство новым театром с Робером Жильбером и Патрисом Шеро. Театру был также придан статус Национального центра драматического искусства (на территории Франции их существует около сорока).

## Доходы и труппа
Помимо сборов со спектаклей, TNP субсидируется Министерством культуры Франции и муниципалитетом Виллербана. В постоянной труппе театра сегодня состоят двенадцать актёров, выпускников Высшей национальной школы театрального искусства в Лионe.

## Современное состояние
С июля 2008 года здание театра находилось на реконструкции, представления давались в студийном помещении и на малой сцене. Основная сцена была вновь открыта в ноябре 2011 года.